# 陳西欽
陳西欽（1906年—1949年），臺中新社人，中華民國政治人物，屬於臺中黑派。曾任臺中縣議員、新社鄉民代表會主席、臺中縣農會監事、臺灣菸酒公賣局評委。

## 家族
- 岳父李龍清，曾任臺中州協議員（日治時期台灣）
- 兒李光銘，曾任臺中縣議員、新社鄉長
- 女婿劉秋存，中華民國畫家，曾任國風書畫學會理事長
- 曾孫劉昱佑，曾任中國國民黨中央常務委員